# Aire urbaine de Salon-de-Provence
L'aire urbaine de Salon-de-Provence est une aire urbaine française centrée sur l'unité urbaine de Salon-de-Provence et composée des quatre communes de celle-ci, toutes situées dans les Bouches-du-Rhône.

## Composition selon la délimitation de 2010
| Nom                       | Code Insee | Statut | Superficie (km2) | Population (dernière pop. légale) | Densité (hab./km2) |
| ------------------------- | ---------- | ------ | ---------------- | --------------------------------- | ------------------ |
| Salon-de-Provence (siège) | 13103      |        | 70,3             | 44 553 (2022)                     | 634                |
| La Barben                 | 13009      |        | 22,85            | 852 (2022)                        | 37                 |
| Grans                     | 13044      |        | 27,6             | 5 382 (2022)                      | 195                |
| Pélissanne                | 13069      |        | 19,11            | 10 799 (2022)                     | 565                |

## Caractéristiques en 1999
D'après la définition qu'en donne l'INSEE, l'aire urbaine de Salon-de-Provence est composée de 5 communes, situées dans les Bouches-du-Rhône. Ses 55 387 habitants font d'elle la 137e aire urbaine de France.
4 communes de l'aire urbaine sont des pôles urbains.
Le tableau suivant détaille la répartition de l'aire urbaine sur le département (les pourcentages s'entendent en proportion du département) :
| Département      | Communes | Communes (%) | Superficie (km²) | Superficie (%) | Population (1999) | Population (%) |
| ---------------- | -------- | ------------ | ---------------- | -------------- | ----------------- | -------------- |
| Bouches-du-Rhône | 5        | 4,2          | 152,68           | 3,0            | 55 387            | 2,8            |